# Jordy Nelson
Jordy Ray Nelson (* 31. Mai 1985 in Manhattan, Kansas)  ist ein ehemaliger US-amerikanischer American-Football-Spieler auf der Position des Wide Receivers. Er spielte zuletzt bei den Oakland Raiders in der National Football League (NFL). Mit den Green Bay Packers gewann er 2011 den Super Bowl XLV.
Nelson spielte College Football für die Kansas State University und wurde 2008 in der zweiten Runde des NFL Drafts von den Green Bay Packers ausgewählt.

## Familie
Jordy Nelson wurde als Sohn der Landwirte Alan und Kim Nelson in Manhattan, Kansas geboren. Seine Eltern waren im Besitz von Dauerkarten des Footballteams der Kansas State University.

## Highschool
Nelson war Schüler an der Riley County High School in Riley, Kansas und spielte für das Footballteam der Highschool, die Falcons. In seinem Seniorjahr war Nelson Quarterback seiner Schule und erzielte 1.029 Yards Raumgewinn sowie acht Touchdowns.

## College
Jordy Nelson wechselte anschließend an die Kansas State University und spielte dort für die Wildcats. Anfangs spielte er Defensive Back, doch sein Trainer entschied sich dazu, Nelson als Wide Receiver einzusetzen. In seinem zweiten Collegejahr gelangen ihm 65 gefangene Pässe und acht Touchdowns. In seinem letzten Jahr konnte sich Nelson als einer der besten Receiver empfehlen, ihm gelangen 122 gefangene Pässe, 1.606 Yards und 11 Touchdowns.

## NFL

### Green Bay Packers
Beim NFL Draft 2008 wurde Nelson in der zweiten Runde als 36. Spieler von den Green Bay Packers verpflichtet. In seiner ersten Saison erzielte Nelson zwei Touchdowns. In seinem zweiten Jahr gelangen Nelson erneut zwei Touchdowns; in diesem Jahr wurde er meist als Kick Returner eingesetzt. Auch in der Saison 2010 konnte Nelson sich mit zwei Touchdowns auszeichnen. Am Ende der Saison gewannen er und die Packers den Super Bowl gegen die Pittsburgh Steelers (Super Bowl XLV), Nelson erzielte dabei den ersten Touchdown des Spiels und fing neun Pässe für 140 Yards. 2011 konnte Nelson einen neuen persönlichen Rekord aufstellen, als er 15 Touchdowns erzielte. Im Jahr darauf folgten weitere sieben Touchdowns. Nachdem Nelson die Saison 2015 aufgrund einer Kreuzbandverletzung in der zweiten Woche hatte beenden müssen, gab er in der Saison 2016 sein Comeback, er erreichte 97 Passfänge, 14 Touchdowns und 1257 Yards. Die 14 gefangenen Touchdowns waren die meisten der Liga. Aufgrund dieser Leistung wurde er mit dem NFL Comeback Player of the Year Award ausgezeichnet.

### Oakland Raiders
Am 15. März 2018 unterschrieb Nelson einen Zweijahresvertrag über 14,2 Millionen US-Dollar bei den Oakland Raiders. Am 14. März 2019 wurde er von den Raiders entlassen.
Am 27. März 2019 erklärte Nelson sein Karriereende. Um als Spieler der Packers zurücktreten zu können, unterzeichnete er dort am 4. August 2019 einen Eintagesvertrag.

## Persönliches
Jordy Nelson ist seit 2007 mit seiner Frau Emily verheiratet, das Paar hat seit  dem 3. Februar 2010 einen Sohn. Nelson ist gläubiger Christ.

## Statistiken
| Jahr   | Team              | REC | YDS   | AVG  | LNG | TD | FUM | FUM LOST |
| ------ | ----------------- | --- | ----- | ---- | --- | -- | --- | -------- |
| 2018   | Oakland Raiders   | 63  | 739   | 11,7 | 66  | 3  | 1   | 0        |
| 2017   | Green Bay Packers | 53  | 482   | 9,1  | 58  | 6  |     |          |
| 2016   | Green Bay Packers | 97  | 1.257 | 13,0 | 60  | 14 | 1   | 1        |
| 2014   | Green Bay Packers | 98  | 1.519 | 15,5 | 80T | 13 |     |          |
| 2013   | Green Bay Packers | 85  | 1.314 | 15,5 | 76T | 8  |     |          |
| 2012   | Green Bay Packers | 49  | 745   | 15,2 | 73  | 7  |     |          |
| 2011   | Green Bay Packers | 68  | 1.263 | 18,6 | 93T | 15 |     |          |
| 2010   | Green Bay Packers | 45  | 582   | 12,9 | 80T | 2  | 3   | 3        |
| 2009   | Green Bay Packers | 22  | 320   | 14,5 | 51  | 2  | 3   | 1        |
| 2008   | Green Bay Packers | 33  | 366   | 11,1 | 29T | 2  |     |          |
| Gesamt | Green Bay Packers | 550 | 7.848 | 14,3 | 93  | 69 | 7   | 5        |

Datenherkunft: nfl.com